# Мозолиці-Дужі
Мозолиці-Дужі (пол. Mozolice Duże) — село в Польщі, у гміні Сецехув Козеницького повіту Мазовецького воєводства.
Населення — 181 особа (2011).
У 1975-1998 роках село належало до Радомського воєводства.

## Демографія
Демографічна структура станом на 31 березня 2011 року:
|          | Загалом | Допрацездатний вік | Працездатний вік | Постпрацездатний вік |
| -------- | ------- | ------------------ | ---------------- | -------------------- |
| Чоловіки | 80      | 14                 | 53               | 13                   |
| Жінки    | 101     | 23                 | 56               | 22                   |
| Разом    | 181     | 37                 | 109              | 35                   |